# Rottenburg an der Laaber
Rottenburg an der Laaber (eller: Rottenburg a.d.Laaber) er en by i Landkreis Landshut, i regierungsbezirk Niederbayern i den tyske delstat Bayern.

## Geografi
Byen ligger i den nordlige del af landkreisen ved floden Große Laber, 21 km nordvest for Landshut.

### Inddeling
Til Kommunen hører, ud over Rottenburg, de tidligere selvstændige landsbyer Oberhatzkofen, Pattendorf, Niedereulenbach, Högldorf, Münster, Pfeffendorf, Unterlauterbach, Oberroning, Inkofen og Oberotterbach.